# Dore Mönkemeyer-Corty
Dore Mönkemeyer-Corty  (* 27. April 1890 in Dresden; † 17. Februar 1970 ebenda, vollständiger Name: Dorothea Maria Mönkemeyer-Corty) war eine deutsche Gebrauchsgrafikerin und Plakatkünstlerin. Sie zählt zu den renommiertesten Werbegrafikerinnen der 1920er Jahre und gilt als eine der wenigen Frauen, die sich in dem Gebiet der Gebrauchsgraphik durchsetzten.

## Leben
Nach dem Besuch der Volksschule an der Frauenerwerbsschule studierte Corty von 1910 bis 1913 an der Königlichen Kunstgewerbeschule in Dresden. Im ersten Studienjahr belegte sie die Klasse für graphisches Kunstgewerbe unter der Leitung  des Malers Max Frey. Des Weiteren belegte sie unter der Leitung von Erich Kleinhempel die Klasse für allgemeines Kunstgewerbe. Weitere Lehrpersonen waren Gertrud Kleinhempel und Georg Lührig. Mit 18 Jahren zählte sie zu den jüngsten im Studium.
Zu dieser Zeit wurde Dore Corty für ihre große Begabung ausgezeichnet. Nach dem ersten Studienjahr gewann sie ein „Belobigungsdekret“ sowie 1911 eine silberne Preismedaille.
1915 heiratete sie ihren ehemaligen Kommilitonen, den Maler und Grafiker Fritz Walter Mönkemeyer (* 1888; † 1981) und lebte als freischaffende Künstlerin mit ihrem Mann in Dresden.
Neben Verpackungen, Vignetten, Neujahrsanzeigen, Tischkarten, Menükarten, Kalendern, Diplomen, Inseraten und Drucksachen gestaltete sie vor allem Plakate. Dore Mönkemeyer-Corty entwarf eine Vielzahl von Plakaten für Firmen und Ausstellungen. Sie gewann zahlreiche Auszeichnungen und Preise. Ihre Arbeiten wurden regelmäßig in den damals führenden Fachzeitschriften „Gebrauchsgraphik“ und „Das Plakat“ präsentiert und besprochen. Für die im Jahr 1924 gegründete und ab 1926 zweisprachig erscheinende, internationale Zeitschrift „Gebrauchsgrafik“ gestaltete sie für die Hefte 3/1925 und 10/1931 das Titelblatt. Damit war sie eine der wenigen Selbständigen im Beruf der Gebrauchsgraphikerinnen, die auch international Beachtung fanden, so dass ihr ein Bericht in der „Gebrauchsgraphik“ überhaupt gewidmet wurde.

Sie signierte ihre Arbeiten auch nach der Eheschließung weiterhin mit Corty. Ihr Name war bekannt und wurde respektiert, so dass der Name Corty ihre Eheschließung nicht erahnen ließ: 
„Wer würde denn hinter dem umfassenden Plakatwerk, das den Namen Corty so weithin bekannt gemacht hat, eine Frau vermuten!“
Corty etablierte ihren Namen sowie ihr Gesicht ganz bewusst als Marke. Kombiniert mit eigens stilisierter Profildarstellung, veröffentlichte sie Eigenwerbung in den Dresdner Sonderheften der „Gebrauchsgraphik“ und der „Reklame“. Dabei zeigte sie sich mit zurückgebundenem Haar, langem Hals und Schmollmund. Daraufhin ließ sie sich 1925 in der „Gebrauchsgraphik“ porträtieren. Das Foto zeigt sie, ganz ihrer Marke entsprechend, im Profil mit zurückgebundenem Haar, das von einem Haarband gehalten wird. Das gleiche Foto verwendet Corty 1930 noch einmal. Zu Ende ihres Lebens ließ sie sich 1969 im selben Stil ein letztes Mal für die „Neue Werbung“ ablichten.
Als Förderer Cortys galt der Gründer der „Gebrauchsgraphik“, Hermann Karl Frenzel. Cortys Arbeiten wurden nicht nur häufig in der Zeitschrift gezeigt, H. K. Frenzel widmete ihr auch mehrere Berichte. So sind es laut Frenzel 44 Kunstschaffende gewesen, die wesentlich zur deutschen Plakatkunst beigetragen hätten, eine davon Dore Mönkemeyer-Corty. Als einzige Frau wurde Corty in dem Artikel 25 Jahre deutsche Plakatkunst 1925 in der „Gebrauchsgraphik“ geehrt.
H. K. Frenzel erkannte damals, dass Corty als Gestalterin zu wenig Aufmerksamkeit zuteil kam: 
„Wie kommt es, dass zu einer Zeit (…), wo alles nach neuen Ausdrucksmitteln in der Reklame sucht, eine so ausgezeichnete Künstlerin so wenig herangezogen wird?“
1930 widmet er ihr einen weiteren Artikel und beschrieb Corty als „stärkste Begabung“ unter den in der Gebrauchsgraphik tätigen deutschen Frauen.
Ab 1925 gestaltete Corty fast nur noch Plakate. Zu dieser Zeit wurde sie auch Mitglied im Bund Deutscher Gebrauchsgraphiker (BDG). 1929 trat sie außerdem dem Verband Deutscher Reklamefachleute (VDR) bei.
Während des Zweiten Weltkriegs reduzierte sie ihre öffentlichen Tätigkeiten und arbeitete vor allem für private Auftraggeber. Mönkemeyer-Cortys Schaffen in der Zeit zwischen 1933 und 1945 ist bisher noch wenig beleuchtet.
Sie war obligatorisch Mitglied der Reichskammer der bildenden Künste. Für diese Zeit ist ihre Teilnahme an sechs großen Ausstellungen sicher belegt, darunter 1942 die Große Dresdner Kunstausstellung aus. Ein Jahr darauf stellte sie dort ein weiteres Mal als Mitglied des Sächsischen Kunstvereins Dresden aus.
Nach den Bombenangriffen auf Dresden, durch die sie ihr Atelier in der Grunaer Straße 45 verlor, lebte Mönkemeyer-Corty bis 1954 bei Familienangehörigen im Erzgebirge.
Zu dieser Zeit malte Corty mit ihrem Mann eine Kirche im Erzgebirge aus. Später wohnte sie im ehemaligen Wohnhaus von Paul Sinkwitz in Hellerau, Dresden.

## Werke
Zu ihren wichtigsten Werken zählt das Plakat zur 2. Deutschen Kunstausstellung in Dresden aus dem Jahr 1949, das eine stilisierte Friedenstaube zeigt. Als 1950 in der Bundesrepublik der 1. Preiswettbewerb für das beste deutsche Plakat veranstaltet wurde, war jenes von Mönkemeyer-Corty das einzige ostdeutsche, das von der Jury ausgewählt wurde.
Das zwischen 1910 und 1914 entworfene Plakat für Drahtgeflecht der Dresdener Firma Louis Hermann zählt heute mit der Inventarnummer P 57/605 zum Bestand des Deutschen Historischen Museums.
Für die Titelseiten der „Gebrauchsgraphik“ gestaltete sie die Hefte 3/1925 und 10/1931 das. Das Titelblatt von 1925 (Sonderheft Dresden) zeigt zwei Männer. Der linke Mann in goldenem Anzug übergibt dem Mann rechts von ihm im weißen Kittel eine Hand voll Münzen. Der Mann im Kittel stellt mit Pfeife im Mund und Pinseln in der Tasche einen Gebrauchsgraphiker dar. In seiner Rechten Hand hält er einen Banner mit der Aufschrift: „Die Gebrauchsgraphiker“. Der Banner verschwimmt mit einem Industriegebäude im Hintergrund. Der gleiche Banner endet in der Tasche des in Gold gekleideten Mannes, dem dadurch viele Münzen in die Tasche fließen. Das Cover zeigt Cortys realistische Einstellung zu ihrem Beruf. Es verdeutlicht den ungerechten Umstand, dass Gebrauchsgrafiker von ihren Auftraggeber meist schlecht bezahlt wurden. So fließt dem Auftraggeber von der Industrie weit mehr Geld in die Tasche, nicht zuletzt erst durch die von dem Gebrauchsgrafiker entworfenen Werbung. Mit diesem Bild übte Corty klare Kritik an ihrem Beruf.
Für viele ihrer Plakate gewann Dore Mönkemeyer-Corty Auszeichnungen und Preise. Mit ihrem Entwurf für die Leipziger Mustermesse gewann sie 1917 den ersten Preis und 3000 Mark. Ihr Plakat für „Doyen Zigaretten“ eröffnete 1922 die Sammlung Jaque Albacharys Plakatkatalog „Abbildungen bekannter Plakate“.
Als eine der wenigen Frauen in ihrem Beruf schaffte es Corty, ihre Weiblichkeit in ihre Entwürfe einfließen zu lassen. Im Gegensatz zu vielen anderen Künstlern ihrer Zeit gab sie den Frauen in ihren Entwürfen eine aktive und schöpferische Rolle. So malte sie zum Beispiel eine Salonkünstlerin, die das Signet des Vereins der Plakatfreunde (VdP) malte. In Entwürfen anderer Künstler betrachtete die Frau hingegen bloß das Signet. Ihre „Fähigkeit echter Produktivität und wirklich schöpferischen Gestaltens“ wurde den Frauen damals häufig abgesprochen. So stand es im „Plakat“ 1919 geschrieben.
Neben ihrer Plakatkunst schuf Mönkemeyer-Corty auch Fresken in der Dorfkirche Schellerhau und mit ihrem Mann Fritz Mönkemeyer in der von Paul Kranz im Stil des Art déco erbauten Lutherkirche in Neuwiese (Oelsnitz/Erzgeb.).
Gemeinsam mit ihrem Mann gestaltete Mönkemeyer-Corty eine Reihe von Holzschnitten und -stichen, darunter Postkarten, Weihnachtsgrüße und Exlibris sowie profane Buntglasfenster in verschiedenen Bauten im Erzgebirge.

## Mitgliedschaften
- Bund der Deutschen Gebrauchsgraphiker
- GEDOK »Gemeinschaft Deutscher und Oesterreichischer Künstlerinnenvereine aller Kunstgattungen«
- Verband Bildender Künstler der DDR

## Teilnahme an Ausstellungen in der Sowjetischen Besatzungszone bzw. der DDR (unvollständig)
- 1946: Dippoldiswalde (Heimat und Arbeit)
- 1949, 1958 und 1962/1963: Dresden, 2., Vierte[18] und Fünfte Deutsche Kunstausstellung
- Postum 1979: Berlin, Altes Museum („Weggefährden – Zeitgenossen. Bildende Kunst aus 3 Jahrzehnten “)